# 駿河區
駿河区（日语：／ Suruga ku */?）為2005年4月1日靜岡市成為政令指定都市后設立的行政区之一。範圍為舊靜岡市南部。面積72.89平方公里，總人口212,884人。

## 地理
該區為靜岡市所有區中面積最小和人口最少的區。

### 相鄰的自治体・行政区
- 靜岡市葵區、清水區
- 燒津市
- 志太郡岡部町

## 外部連結
- OpenStreetMap上有關駿河區的地理
- （日語） 官方网站